# Трой (переписна місцевість, Нью-Гемпшир)
Трой (англ. Troy) — переписна місцевість (CDP) в США, в окрузі Чешир штату Нью-Гемпшир. Населення — 1108 осіб (2020).

## Географія
Трой розташований за координатами 42°49′33″ пн. ш. 72°10′58″ зх. д. / 42.82583° пн. ш. 72.18278° зх. д. (42.825843, -72.182874).  За даними Бюро перепису населення США в 2010 році переписна місцевість мала площу 3,30 км², уся площа — суходіл.

## Демографія
Згідно з переписом 2010 року, у переписній місцевості мешкала 1221 особа в 491 домогосподарстві у складі 308 родин. Густота населення становила 370 осіб/км².  Було 528 помешкань (160/км²).
Расовий склад населення:
| - 96,5 % — білих - 1,3 % — корінних американців - 1,0 % — азіатів - 0,9 % — чорних або афроамериканців |

До двох чи більше рас належало 0,3 %. Частка іспаномовних становила 1,1 % від усіх жителів.
За віковим діапазоном населення розподілялося таким чином: 25,6 % — особи молодші 18 років, 63,4 % — особи у віці 18—64 років, 11,0 % — особи у віці 65 років та старші. Медіана віку мешканця становила 34,7 року. На 100 осіб жіночої статі у переписній місцевості припадало 97,6 чоловіків;  на 100 жінок у віці від 18 років та старших — 92,2 чоловіків також старших 18 років.
Середній дохід на одне домашнє господарство  становив 70 200 доларів США (медіана — 55 677), а середній дохід на одну сім'ю — 64 540 доларів (медіана — 56 500). Медіана доходів становила 46 679 доларів для чоловіків та 27 283 долари для жінок. За межею бідності перебувало 13,1 % осіб, у тому числі 31,2 % дітей у віці до 18 років та 10,8 % осіб у віці 65 років та старших.
Цивільне працевлаштоване населення становило 717 осіб. Основні галузі зайнятості: освіта, охорона здоров'я та соціальна допомога — 19,5 %, виробництво — 19,2 %, мистецтво, розваги та відпочинок — 12,4 %, роздрібна торгівля — 11,4 %.